# Aït R'zine
Aït R'zine est une commune de la wilaya de Béjaïa en Algérie dont le chef-lieu est  Guendouze  ; Daïra d'Ighil Ali. Elle est constituée de quatorze villages et cinq hameaux et située à une distance de quatre-vingts kilomètres du chef-lieu de Béjaia.
En 2008, la population de la commune était de 14 563 habitants.

## Géographie

### Situation
| Akbou              | Akbou                                          | Bouhamza          |
| Tazmalt            | Aït R'zine(daira d'IGHIL ALI wilaya de BEJAIA) | Tamokra           |
| Boudjellil (Aftis) | Ighil Ali                                      | Tamokra Ighil Ali |

### Lieux-dits, quartiers et hameaux
Outre son chef-lieu Guendouz, la commune compte les villages suivants : Tizi Alouane, Tighilt Umeggal, Guenzat, Wizran, Tawrirth Ouebla, Bouchekfa, Hendis, Ichuqar, Tizi n Tegrart, Awrir, Jdida, Iwegranen, I3emuren, Tazdayt.

## Personnalités liées au village
- Mohand Séghir Mada : Le village Guendouz, chef-lieu d'Aït-R'zine, est aussi le village d'origine de l'arrière-grand-père maternel de Jordan Bardella[5], homme politique français et président du Rassemblement national depuis 2021. Bachir et Mohand-Séghir Mada, fils de Tahar Mada ont pris le bateau pour la France en 1930. Mohand-Séghir Mada s'installa travailla dans le textile à Villeurbanne, dans la région lyonnaise. Mohand Séghir avait épousé Denise Annette Jaeck, une Alsacienne, en février 1937. Réjane, leur fille, a épousé Guerrino Bardella, le grand-père de Jordan Bardella, à Montreuil en 1963.